# Mosaiska församlingen i Karlskrona
Mosaiska församlingen i Karlskrona var en judisk församling verksam från 1785 till 1994.
Församlingen bildades 1785 av affärsmannen Fabian Philip, som var en av de första judarna att söka sig till Sverige. Församlingen upphörde 1994 på grund av medlemmarnas åldrande.